# Петров, Павел Павлович (оператор)
Па́вел Па́влович Петро́в (1904—1981) — советский оператор документального кино. 

## Биография
Родился 16 (29) июня 1904 года. В кино начал работать лаборантом в 1924 году. В 1929—1934 годах — на студии «Союзкино». С 1934 года работал как оператор на студии «Мостехфильм». Снимал в основном научно-популярные фильмы. Как режиссёр-оператор снял кинокурс «Технология швейного производства» (1968—1979).
П. П. Петров умер 2 мая 1981 года.

## Фильмография
- 1957 — «За жизнь обречённых»
- 1958 — «Чайковский»; «Николай Рерих»
- 1960 — «„Лениниана“ скульптора Н. Андреева»
- 1961 — «Ренато Гуттузо»; «Скульптор Иван Шадр»
- 1962 — «Бородино»
- 1963 — «Наедине с природой»
- 1964 — «Тайны минувшего»
- 1965 — «Сражение с болью»

## Награды и премии
- Сталинская премия третьей степени (1953, секретная) — за создание документальных кинофильмов по испытаниям изделий РДС-6с, РДС-4 и РДС-5[1].
- Ломоносовская премия (1961), Диплом на XXII конгрессе МАНК в Москве (1958); Диплом На Мкф в Уругвае (1958) — за фильм «За жизнь обречённых» (1957)
- Золотая медаль на Мкф. в Мангейме — за фильм «Тайны минувшего» (1964)